# Втора дивизия ПВО
Втора дивизия противовъздушна отбрана (ПВО) е бивше военно формирование на българската армия.

## История
Създадена е през 1968 г. на основата на втори корпус ПВО. Дивизията е базирана в Ямбол и се състои от щаб, КП, петнадесети изтребителен авиополк, базиран на летищата в Равнец и Балчик, трета зенитно-ракетна бригада и 3-ти ртп в Ямбол. През септември 1996 г. се обединява с първа дивизия ПВО и втора изтребителна авиобаза и се обединяват в корпус ПВО.

## Командири[2]
Редът на командирите не е хронологичен:
- Генерал-майор Станьо Станев
- Генерал-майор Дело Жулев
- Генерал-майор Димитър Димитров
- Генерал-майор Руси Гърбачев
- Генерал-майор Илия Синапов
- Генерал-майор Стефан Попов
- Полковник (ген.-майор от 1991) Михо Михов (1990 – 1992)
- Генерал-майор Георги Каракачанов (до 1 септември 1996 г.)